# Lipovice
Lipovice é uma comuna checa localizada na região da Boêmia do Sul, distrito de Prachatice.